# Gillian Cross
Gillian Cross (Londra, 24 dicembre 1945) è una scrittrice britannica di libri per ragazzi.

## Biografia
Nata Gillian Clare Arnold a Londra nel 1945 dallo scienziato e musicista James Eric e dall'insegnante d'inglese Joan, vive e lavora nel Warwickshire.
Ha compiuto gli studi al Somerville College di Oxford (Bachelor of Arts nel 1969) e all'Università del Sussex (Master of Arts nel 1972 e dottorato di ricerca nel 1974).
Ha esordito nel 1979 con il romanzo The Runaway e da allora ha pubblicato numerosi romanzi per ragazzi tra i quali la serie "Demon Headmaster" trasposta in due occasioni in serie TV.
Tra i riconoscimenti ottenuti si segnalano una medaglia Carnegie nel 1990 per Wolf e un premio Costa nel 1992 per Il caso del grande elefante.

## Opere

### Serie Demon Headmaster
- The Demon Headmaster (1982)
- The Prime Minister's Brain (1985)
- The Revenge of the Demon Headmaster (1994)
- The Demon Headmaster Strikes Again (1996)
- The Demon Headmaster Takes Over (1997)
- Facing the Demon Headmaster (2002)
- Total Control (2017)
- Mortal Danger (2019)

### Trilogia Dark Ground
- The Dark Ground (2004)
- The Black Room (2005)
- The Nightmare Game (2006)

### Altri romanzi
- The Runaway (1979)
- The Iron Way (1979)
- Revolt at Ratcliffe's Rags (1979)
- A Whisper of Lace (1981)
- The Dark Behind the Curtain (1982)
- Born of the Sun (1983)
- On the Edge (1984)
- Swimathon! (1986)
- Chartbreak (1986)
- Roscoe's Leap (1987)
- A Map of Nowhere (1988)
- Rescuing Gloria (1989)
- Al lupo! (Wolf, 1990), Milano, Mondadori, 2002 traduzione di Antonella Borghi ISBN 978-88-04-50395-8.
- Il mostro delle rocce (The Monster from Underground, 1990), Milano, Mondadori, 2001 traduzione di Ilva Tron ISBN 88-04-48898-0.
- Twin and Super-Twin (1990)
- The Mintyglo Kid (1991)
- Gobbo the Great (1991)
- Rent-a-Genius (1991)
- Save Our School (1991)
- The Great Elephant Chase (1992)
  - Il caso del grande elefante, Milano, Mondadori, 1997 traduzione di Chiara Arnone ISBN 88-04-43112-1.
  - Caccia al grande elefante, Cinisello Balsamo, San Paolo, 2010 traduzione di Pier Paolo Rinaldi ISBN 978-88-215-6797-1.
- La casa sull'albero (The Tree House, 1993), Torino, Piccoli, 2006 illustrazioni di Lesley Harker ISBN 88-261-7164-5.
- The Furry Maccaloo (1993)
- Beware Olga! (1993)
- What Will Emily Do? (1994)
- Mondo nuovo (New World, 1994), Milano, Mondadori, 2000 traduzione di Cristina Scalabrini ISBN 88-04-47576-5.
- Nelle scarpe di un altro (The Crazy Shoe Shuffle, 1995), Milano, Mondadori, 2000 traduzione di Paolo Canton e Giovanna Zoboli ISBN 88-04-48604-X.
- Posh Watson (1995)
- Una foto nel buio (Pictures in the Dark, 1996), Milano, Mondadori, 1999 traduzione di Giovanna Albio ISBN 88-04-46134-9.
- The Roman Beanfeast (1996)
- The Goose Girl (1998)
- Tightrope (1999)
- Down with the Dirty Danes! (2000)
- Al telefono col morto (Calling a Dead Man, 2001), Milano, Mondadori, 2003 traduzione di Simona Mambrini ISBN 88-04-51687-9.
- The Treasure in the Mud (2001)
- Sam Sorts It Out (2005)
- Brother Aelred's Feet (2007)
- Where I Belong (2007)
- After Tomorrow (2013)
- Shadow Cat (2015)

## Adattamenti televisivi
- The Demon Headmaster Serie TV 3 stagioni (1996-1998)
- The Demon Headmaster Serie Tv 1 stagione (2019)

## Premi e riconoscimenti
- Carnegie Medal: 1990 vincitrice con Wolf
- Costa Book Awards: 1992 vincitrice nella categoria "Libro per ragazzi" con Il caso del grande elefante